# استراتژی فرست
استراتژی فرست (انگلیسی: Strategy First) یک ناشر بازی ویدئویی واقع‌شده در مونترآل است که در ۱۹۸۸ بنیان‌گذاری شد. این شرکت در سال ۲۰۰۴ ورشکست شد و توسط سیلوراستار هولدینگز در ۲۰۰۵ خریداری شد.این شرکت در ساخت بازی ویدئویی استراتژی تمرکز دارد.

## بازی‌های شناخته‌شده
- دسپرادوس: زنده یا مرده
- یوروپا یونیورسالیس
- قلب‌هایی از آهن
- لژیون آرنا